# Ivo Scapolo
Ivo Scapolo (ur. 24 lipca 1953 w Terrassa Padovana) – włoski duchowny katolicki, arcybiskup. Były nuncjusz apostolski w Boliwii, Rwandzie, Chile i Portugalii.

## Życiorys
4 czerwca 1978 otrzymał święcenia kapłańskie i został inkardynowany do diecezji Padwy. W 1984 rozpoczął przygotowanie do służby dyplomatycznej na Papieskiej Akademii Kościelnej. 
26 marca 2002 został mianowany przez Jana Pawła II nuncjuszem apostolskim w Boliwii oraz arcybiskupem tytularnym Thagaste. Sakry biskupiej 12 maja 2002 udzielił mu ówczesny Sekretarz Stanu Angelo Sodano. 
17 stycznia 2008 został przeniesiony do nuncjatury w Rwandzie. 15 lipca 2011 został przeniesiony do nuncjatury w Chile. W czasie jego posługi w Chile w latach 2011–2019 pojawiły się zarzuty związane z nierozwiązywaniem przez niego problemów ukrywania przypadków molestowania małoletnich przez niektórych duchownych Kościoła katolickiego w Chile. 29 sierpnia 2019 został mianowany nuncjuszem apostolskim w Portugalii.
23 maja 2025 przeszedł na emeryturę.